# Константинов, Дмитрий Васильевич
Дми́трий Васи́льевич Константи́нов (4 [21] марта 1908, Санкт-Петербург, Российская империя — 14 августа 2006, Уэст-Ханниспорт, Массачусетс, США) — протоиерей Православной церкви в Америке, писатель, журналист, историк новейшей истории Русской православной церкви.

## Биография

### Образование
В 1927 году окончил педагогический техникум имени Ушинского в Ленинграде, высшие курсы библиотековедения, два года учился на заочном отделении исторического факультета Ленинградского государственного университета. В 1930 году окончил Редакционно-издательский институт. В 1933 году окончил аспирантуру Ленинградского научно-исследовательского института (НИИ) книговедения; тема кандидатской диссертации: «Техническое планирование в полиграфической промышленности». Подготовил докторскую диссертацию на тему «Издательская и типографская деятельность Петра Великого», которую не защитил из-за начавшейся Великой Отечественной войны.

### Учёный-книговед
Работал в Публичной библиотеке, в библиотеке НИИ книговедения, был старшим научным сотрудником этого НИИ. Преподавал на высших курсах библиотековедения и книжном техникуме, был редактором в Государственном издательстве лёгкой промышленности, консультантом в нескольких издательствах. Автор ряда научных работ в области книговедения, в том числе «Оформление советской книги» (М.—Л., 1939, в соавторстве с Г. Г. Гильо) и «Полиграфическое оформление книги». Его первая работа «Типология книги» была не разрешена к выпуску по требованию партийной организации института (уже сделанный набор был рассыпан). Публиковал статьи в журнале «Полиграфическое производство». В автореферате кандидатской диссертации М. Г. Гучнинского «Становление и развитие общих вопросов теории отечественного книговедения» (СПб, 2000) говорится:

Типологии книги придавалось большое значение именно в системе гиперфункциональной теории книги, то есть избирательности воздействия типов книг на различные слои населения. Во второй половине 30-х годов, прежде всего работами Д. В. Константинова, была в основных чертах создана типология как часть общей теории.
Одновременно с учёбой, в 1924—1929 годы был чтецом во Введенской церкви в Заячьем переулке. В 1930-е годы был прихожанином Катакомбной общины. Позднее вспоминал:

Мы собирались на нелегальные богослужения в частных домах за городом. Служили тоже священники, уже не имевшие приходов. Богослужения совершались большей частью по ночам с малым числом участников. Расходились постепенно утром, смешиваясь с многочисленными людьми, спешившими на работу.

### Офицер Красной армии во время Великой Отечественной войны
В начале Великой Отечественной войны был призван в армию, окончил ускоренный курс школ командного состава, был произведён в лейтенанты и назначен командиром взвода на Ленинградском фронте.
В начале 1942 года был контужен, находился на лечении в госпиталях, затем служил в звании старшего лейтенанта начальником штаба учебного батальона в Тюмени. С осени 1943 года — начальник штаба батальона на фронте, участвовал в боях в районе Невеля.
После неудачного наступления[уточнить], сопровождавшегося большими потерями, 165-я стрелковая дивизия, в состав которой входил его батальон, была отведена в тыл, пополнена личным составом и переброшена на Украину под Ковель.
27 апреля 1944 года под станцией Кошары Ковельского района Волынской области Дмитрий Константинов попал в окружение, а затем в плен.

### В Германии
В плену вступил в Русскую освободительную армию (РОА) генерала А. А. Власова, окончил школу пропагандистов РОА в Дабендорфе, в которой руководил издательством и типографией. 19 ноября 1944 года был рукоположён во диакона митрополитом Анастасием (Грибановским) в православном кафедральном Соборе в Берлине во время божественной литургии, после которой состоялся молебен, приуроченный к созданию «власовского» Комитета освобождения народов России. 20 ноября 1944 года был рукоположён во иерея митрополитом Серафимом (Ляде). Был военным священником РОА, в 1944—1945 годах — настоятелем передвижного походного храма святого апостола Андрея Первозванного, находившегося вначале в Дабендорфе, а затем в Карлсбаде. Весной 1945 года перебрался в Мариенбад, а затем переехал в американскую зону оккупации Германии.
В 1946 году был арестован как «власовец» американскими оккупационными властями в городе Байройте, полгода находился в тюрьме, но избежал выдачи в СССР.
В сентябре 1946 был освобождён, переехал в Регенсбург, где вёл церковный и литературный отделы в газете «Эхо», издававшейся Национально-трудовым союзом российских солидаристов, служил в местных храмах (в том числе в церкви, находившейся в лагере для перемещённых лиц).

### В Аргентине
В 1949 году прибыл в Аргентину, где служил помощником настоятеля Свято-Троицкого собора в Буэнос-Айресе, а в 1955—1960 — настоятелем церкви Казанской иконы Божией Матери в этом же городе. С 1955 — протоиерей. Был активным противником движения за добровольное возвращение эмигрантов в СССР. Печатался в газете Ивана Солоневича «Наша страна». В июле 1949 года основал газету «Слово», с 1950 года выходившую под названием «Новое Слово». В первом номере «Слова» издание характеризовалось:

Газета антикоммунистическая, ставящая своей основной задачей борьбу с коммунизмом, со всеми его явными и тайными проявлениями, с которыми мы сейчас сталкиваемся в самых разнообразных областях общественного бытия… «Слово» — орган беспартийный, орган независимой национальной мысли, стремящийся в первую очередь объединить всю эмиграцию, а отнюдь не разделять её.
Дмитрий Константинов редактировал эту газету при активном участии своей жены вплоть до отъезда из Аргентины в 1960 году.

### Жизнь в США
С 1960 жил в США, где состоял в клире Северо-Американской русской митрополии (с 1970 — Православной церкви в Америке).
В 1960—1961 годы — помощник настоятеля Троицкого собора в Сан-Франциско.
В 1961—1964 годы — настоятель церкви в городе Сиракьюс, где одновременно преподавал на курсах русского языка для военнослужащих ВВС США при Сиракузском университете.
В 1964—1968 годы — настоятель церкви в городе Меайнард под Бостоном.
В 1968—1972 годы — настоятель Благовещенской церкви в Бостоне.
В 1972—1980 годы — настоятель церкви в селении Уэст-Ханниспорт в штате Массачусетс.
С 1980 года находился за штатом по возрасту.

## Писатель и публицист
Сотрудничал с Институтом по изучению истории и культуры СССР в Мюнхене. Выступал с религиозными беседами на радиостанции «Голос Америки».
В 1964—1993 году был ведущим рубрики «На религиозном фронте» (с 1977 года — «На религиозные темы») в газете «Новое русское слово». В 1964—1967 годы статьи этой серии печатались и в газете «Русская мысль» (Париж).
Автор ряда книг и статей, в основном, посвящённых истории Русской православной церкви в XX веке. Основной труд — «Гонимая церковь» (1967) — стал предметом позитивных рецензий в эмигрантской прессе и резко негативных отзывов в советских изданиях. Так, газета «Русское слово» (Буэнос-Айрес, № 394) отмечала, что в книге «удачно сочетались знания образованного священника, добросовестность наблюдательного историка и умение опытного публициста по церковным вопросам». Советский журнал «Наука и религия» (№ 7 за 1970) посвятил отцу Дмитрию и его книге специальную статью под названием «Человек без родины, совести и чести». По словам настоятеля Свято-Троицкого кафедрального собора в Сан-Франциско священника Виктора Соколова:

Будущие историки несомненно по достоинству оценят ту героическую работу, которую вели в весьма трудных условиях эмигрантские учёные и публицисты. Выдающееся место среди них занимал и продолжает активно занимать неутомимый, пристального взора наблюдатель и исследователь, въедливый читатель и собиратель, целый научно-исследовательский институт, весь штат которого состоит из одного человека — протоиерей Димитрий Васильевич Константинов.

В 1973—1986 году был автором передовых редакционных статей в «Новом русском слове» (всего написал 1993 «передовицы»). В 1980—1994 публиковался в журнале «Голос Зарубежья», автор статей в «Записках Русской академической группы в США».
Мемуарист, основная книга воспоминаний — «Через туннель XX столетия» — была издана в Москве в 1997.

## Труды
- Русская Православная Церковь в СССР. 1944 (?) (под псевдонимом Д. Долинский).
- Я сражался в Красной армии / Д. В. Константинов. — Буэнос Айрес : Новое слово, 1952. — VIII, 135 с.; 20 см. (Испанский, английский (1955) переводы).
- Советская молодежь в борьбе за церковь (1920—1930 гг.) / протоиерей Д. Константинов ; Ин-т по изучению истории и культуры СССР. — Мюнхен : [б. и.], 1955. — 12 с.; 24 см.
- Православная молодёжь в борьбе за церковь в СССР. Мюнхен, 1956.
- Церковная политика Московской Патриархии // Русская Православная Церковь в СССР: Сборник. Мюнхен, 1962.
- Religious Persecution in the USSR. — London (Ontario (Canada)), 1965.
- Религиозное движение сопротивления в СССР : К 50-летию сов. диктатуры / Протопер. Д. Константинов. — London : СБОНР, 1967. — 71 с.; 23 см.
- Гонимая церковь : (Рус. православ. церковь в СССР) / Прот. Димитрий Константинов. — Нью Йорк : Всеславян. изд-во, 1967. — 383 с., [12] л. ил., портр.; 23 см. (2-е издание — Гонимая церковь // Материалы к истории русской политической эмиграции Вып. VI. М., 1999. (Немецкий (1973) и английский (The Crown of Thorns: Russian Orthodox Church: 1917—1967. — London (Ontario (Canada)) переводы).
- Малые беседы / Д. Константинов. — Нью-Йорк : Всеславян. изд-во, 1971. — 159 с.; 23 см. (2-е издание — Лондон (Канада), 1985. 140 с (карманный формат)).
- Зарницы духовного возрождения : русская православная церковь в СССР в конце шестидесятых и в начале семидесятых годов / протоиерей Д. Константинов. — London, Ontario : Заря, 1973. — 140 с.; 21 см.
- Зарницы духовного возрождения : Рус. православ. церковь в СССР в конце шестидесятых и в начале семидесятых гг. / Прот. Д. Константинов. — 2-е изд. — London (Ontario, Canada) : Заря, 1974. — 163 с.; 21 см. (2-е издание — Лондон (Канада), 1974. 165 с.) (Английский перевод — Stations of the Cross: The Russian Orthodox Church: 1970—1980. London (Ontario (Canada)), 1984).
- Die Kirche in der Sowjetunion nach dem Kriege : Entfaltung und Rückschläge : [autorisierte Übersetzung aus dem Russischen] / Dimitry Konstantinow. — München ; Salzburg : Pustet, cop. 1973. — 395 с., [8] л. ил., портр.; 21 см. — (Sammlung Wissenschaft und Gegenwart).; ISBN 3-7916-0112-1
- Записки военного священника / протоиерей Д. Константинов. — Б. м., 1980. — 76, [1] с., [3] л. ил., портр., факс.; 21 см.
- Stations of the cross : the Russian Orthodox church, 1970—1980 / D. Konstantinow; transl. from the Russian by S. I. Lee. — London, Ontario : Zaria publ., 1984. — 250, [2] с. : ил., портр.; 22 см; ISBN 0-920100-99-6
- Духовные микробеседы / протоиерей Д. Константинов. — West Hyannisport, MA : [б. и.], 1985-. — 15 см.

1. № 5: О преподобном Серафиме Саровском. — 1985. — 7, [1] с.

- Записки военного священника. СПб., 1994.
- Через туннель 20-го столетия / протоиерей Димитрий В. Константинов. — Москва : ИАИ РГГУ, 1997. — 587, [1] с., [1] л. портр. : портр.; 21 см. — (Материалы к истории русской политической эмиграции / Российский государственный гуманитарный университет, Историко-архивный институт; вып. III).; ISBN 5-87047-042-0 : 1000 экз.
- Гонимая церковь : Русская Православная Церковь в СССР / протоиерей Димитрий Константинов. — Москва : Ассоциация авторов и издателей, 1999. — 357, [1] с., [1] л. портр.; 23 см. — (Материалы к истории русской политической эмиграции / Российский государственный гуманитарный университет, Историко-архивный институт; вып. VI).; ISBN 5-89334-099-X : 1000 экз.
- Через туннель XX столетия // Материалы к истории русской политической эмиграции Вып. III. М., 1997.

## Семья
- Отец — Василий Андреевич Константинов, землевладелец, ротмистр запаса, во время Первой мировой войны вернулся на действительную службу, участник гражданской войны на стороне белых. В 1920 эмигрировал, жил в Болгарии.
- Мать — Клавдия Тихоновна, дочь железнодорожного служащего.
- Брат — Василий, участник гражданской войны на стороне белых, оказавшись в окружении, покончил с собой.
- Сестра — Мария.
- Первая жена — Анна (Инна) Ивановна Караваева, в годы войны проживала в г. Ленинграде Думская ул. д. 5, кв. 36[5][8]
- Вторая жена — Анна Николаевна, урождённая Парамонова (1914—1992), из семьи русских эмигрантов в Германии. Окончила Сиракузский университет в США.
- Дочь — Толмачёва Ксения Дмитриевна, урождённая Константинова, от Нины Терентьевны Константиновой (урождённая Клеева) (25.01.1905—2002)

Также есть внуки, внучки и правнуки, проживающие в Санкт-Петербурге, Сочи и Краснодаре.